# Альцевское торфопредприятие
ООО «Альцево-торф» — российская торфодобывающая компания, осуществляющая разработку торфяных месторождений на территории Нижегородской области.
Деятельность предприятия обеспечивает УЖД Альцевского торфопредприятия.

## История
Альцевское торфопредприятие основано в 1964 году, проект создания торфопредприятия (название – по торфяному болоту «Альцевский Мох») в посёлке Пижма был подготовлен в 1962 году. В сентябре 1964 года начались строительные работы по проекту, разработанному Ленинградским институтом по комплексному использованию торфа в народном хозяйстве «Ленгипроторф». В то время была большая потребность в топливном торфе. Продукция поставлялась для Шатурской и Балахнинской ТЭЦ. В 1965 году строящееся торфопредприятие было передано из подчинения тресту «Кирторф» в подчинение тресту «Горторф». В 1969 году предприятие начало добычу сельскохозяйственного торфа. Постепенно наращивая темпы производства. Трудовой коллектив торфопредприятия в 1985 году насчитывал порядка 260 человек.
В 2005 году был введен в эксплуатацию торфобрикетный завод, мощность предприятия по производству топливных брикетов 24 000 тонн. Производственные ресурсы предприятия позволяют увеличить этот объем до 48 000 тонн в год . Торфопредприятие ООО «Альцево-торф» является одним из ведущих предприятий по добыче и переработке торфа в Нижегородской области.    

## Деятельность
В настоящее время торфопредприятие ООО «Альцево-торф» в ведет добычу торфа разрабатывая торфяную залежь месторождения «Альцевский Мох». Предприятие производит и реализует: сельскохозяйственный торф, топливный торф, а также брикетный торф (торфяной брикет). Производство по выпуску торфяных брикетов располагается в посёлке Пижма.